# Tarphops oligolepis
Tarphops oligolepis är en fiskart som först beskrevs av Bleeker, 1858-59.  Tarphops oligolepis ingår i släktet Tarphops och familjen Paralichthyidae. Inga underarter finns listade i Catalogue of Life.